# Иоанн Лид
Иоанн Лид, также Иоанн Лаврентий Филадельфий Лид (лат. Joannes Laurentius Lydus, греч. Ἰωάννης Λαυρέντιος ὁ Λυδός) или Иоанн Лидиец — византийский чиновник VI в., автор нескольких книг, посвящённых антикварным изысканиям, историк-хронограф. Его работы представляют интерес как для истории античной культуры, так и для изучения структуры позднеантичной администрации.

## Биография и карьера
Иоанн Лид родился в 490 году в городе Филадельфии в области Лидия, откуда и его второе имя Филадельфий и прозвище «Лид» (третье имя — в честь отца). В молодости Иоанн отправился в Константинополь, намереваясь сделать карьеру в имперской администрации. Здесь он занимал высокие придворные и государственные должности в преторианской префектуре Востока при императорах Анастасии и Юстиниане. 1 апреля 552 года, после торжественной церемонии с вручением знаков отличия и присвоения почётных должностей и званий, Иоанн был отправлен в отставку. Дата его смерти неизвестна, но, возможно, она приходится на первые годы царствования Юстина II (царствовал в 565—578).

## Сочинения
Выйдя на пенсию, Иоанн написал несколько трудов о римских древностях, из которых до наших дней дошло три:
1. De Magistratibus reipublicae Romanae (греч. Περὶ ἀρχῶν τῆς Ῥωμαίων πολιτείας) — «О магистратах» (о должностях (властях) Римского государства)[4].
2. De Mensibus (греч. Περὶ τῶν μηνῶν) — «О месяцах» — история различных праздников по месяцам.
3. De Ostentis (греч. Περὶ Διοσημείων) — «О происхождении и развитии искусства гадания».

Иоанн Лид — единственный представитель ученой антикварной традиции в Ранней Византии, наследующий традиции Варрона. Он интересуется римскими государственными древностями, сакральными древностями и историей праздников. Этот интерес был в немалой степени вызван работой Лида в государственном аппарате, где он был крупным чиновником. Определение Лида как «антиквара и бюрократа» стало общепризнанным. Надо, однако, учитывать, что исследуемые им предметы, особенно хронологически ранние, даны в текстах его сочинений сквозь призму ранневизантийской эпохи и соответствующей картины мира, которая отходит от точности и привносит некоторое искажение, сдвиг в восприятии реальности в сторону упрощения, схематизации, а порой и сказки (ср. соч. Козьмы Индикоплова).
Основная ценность работ Лида состоит, во-первых, в том, что он активно использовал работы латинских и греческих авторов, которые в наше время утрачены, во-вторых, по словам К. Келли, сочинение «О магистратах» — «единственное дошедшее до нас описание того, как действовало и функционировало центральное правительство в поздней античности, написанное тем, кто фактически участвовал в его работе».
Известно, что Юстиниан поручил Иоанну Лиду написать панегирик императору и историю войны с сасанидской Персией, но эти работы, как и поэтические сочинения Лида, утрачены.
Работы Иоанна Лида издавал Р. Вюнш; в настоящее время издание Вюнша «О магистратах» заменило новое комментированное издание Э. С. Бэнди (1983, 2013). Французское издание М. Дюбюиссона и др. имеет ценные комментарии, но использует греческий текст без корректур Бэнди.

## Издания и переводы
- Ioannis Laurentii Lydi. Liber de ostensis et calendaria Graeca omnia / Iterum edidit Curtius Wachsmuth; accedunt epimetra duo de cometis et de terrae motibus. — Lipsiae: Teubner, 1897. — (Bibliotheca scriptorum Graecorum et Romanorum Teubneriana).
- John the Lydian. De Magistratibus. On the Magistracies of the Roman Constitution / Translated by T. F. Carney. Coronado Press. December, 1971.
- Ioannes Lydus. On powers, or, The magistracies of the Roman state / Introduction, critical text, translation, commentary, and indices by Anastasius C. Bandy. Series: Memoirs of the American Philosophical Society; Vol. 149). — ISSN: 0065-9738. — Philadelphia : American Philosophical Society, 1983 (c1982). — 446 p. — Greek text, parallel English translation. Based on the Codex Caseolinus.
- Jean le Lydien. Des magistratures de l'état romain / Ed. Michel Dubuisson, Jacques Schamp. — Paris: Les Belles Lettres, 2006
  - Vol. 1: 2 volumes non vendus séparément. — 1ère partie: Introduction générale. — 2ème partie: Introduction générale — Livre I. — 2006. — DCCLXXIV, 206 p. — ISBN 978-2-251-00533-1
  - Vol. 2: Livres II et III. — CCCXVIII, 390 p. — ISBN 978-2-251-00535-5
- Ioannis Lydus. The Works of Ioannis Lydus: Vols. I—IV. — Edwin Mellen Press, 2013. New critical edition and translations / Ed. Anastasius Bandy. Co-ed. by Anastasia Bandy, Demetrios J. Constantelos, Craig J. N. de Paulo (I — De Magistratibus; II — De mensibus; III — De ostensis; IV — Index).
- Иоанн Лид. О должностях Римского государства. Кн. I / Пер. М. М. Синицы; Под ред. Н. Н. Болгова // Классическая и византийская традиция '2014. — Белгород, 2014. — С. 287—320. — ISBN 978-5-9905516-8-8
- Иоанн Лид. О должностях Римского государства. Кн. II / Пер. М. М. Синицы // Классическая и византийская традиция '2016. — Белгород, 2016. — С. 166—195. — ISBN 978-5-9571-2249-4
- Иоанн Лид. О месяцах. Кн. II: «О днях» // Науч. вед. / Белгор. гос. ун-та. Сер.: История. Политология. — 2016. — Т. 37, № 1 (222). — С. 38—42.
- Иоанн Лид. О месяцах (De mensibus). Кн. III: [О месяце] / [Пер.] М. М. Синица // Классическая и византийская традиция '2018: Сб. материалов XII науч. конф. — Белгород: БелГУ, 2018. — С. 411—424.
- Иоанн Лид. [О месяцах. Кн. IV:] Февраль: (De mens. IV. 16—25) // Науч. вед. / Белгор. гос. ун-та. Сер.: История. Политология. — 2017. — № 15 (264), вып. 43. — С. 50—53.
- Иоанн Лид. О небесных знамениях (De ostensis). Введение / [Пер.] М. М. Синица // Классическая и византийская традиция '2018: Сб. материалов XII науч. конф. — Белгород: БелГУ, 2018. — С. 424—431.